# Hände aus dem Dunkel
Pour plus de détails, voir Fiche technique et Distribution.
Hände aus dem Dunkel est un film allemand réalisé par Erich Waschneck et sorti en 1933.

## Fiche technique
- Titre : Hände aus dem Dunkel
- Réalisation : Erich Waschneck
- Scénario : Erich Waschneck, Franz Winterstein et Hans Jacoby d'après le roman de Hugo Maria Kritz (de)
- Photographie : Friedl Behn-Grund
- Musique : Allan Gray
- Pays d'origine : Troisième Reich
- Format : Noir et blanc - 1,37:1
- Date de sortie : 1933

## Distribution
- Karin Hardt : Cilly Kastor
- Hans Brausewetter : Dr Hutter
- Rolf von Goth (en) : Gustav Wölflin
- Walter Rilla : Directeur Leermann
- Max Adalbert (en) : Krabbe
- Margo Lion : Lotte
- Hans Richter : Fritz
- Julius Falkenstein : Pankratz
- Ludwig Stossel : le directeur Leon

## Article annexe
- Liste de longs métrages allemands créés sous le Troisième Reich